# Kravica (Republika Serbska)
Kravica (cyr. Кравица) – wieś w Bośni i Hercegowinie, w Republice Serbskiej, w gminie Bratunac. W 2013 roku liczyła 558 mieszkańców.